# Ca' Bernardo (Dorsoduro)
Ca' Bernardo, da non confondere con l'omonimo palazzo sito nel sestiere di San Polo, meglio noto con il nome di Palazzo Giustinian Bernardo, è un edificio civile veneziano, sito nel sestiere di Dorsoduro e affacciato sul Canal Grande. Si trova tra Palazzo Giustinian e Palazzo Bernardo Nani, poco distante da Ca' Rezzonico e da Ca' Foscari.

## Storia
Palazzetto dal tipico aspetto secentesco, è appartenuto alle famiglie Giustinian e Bernardo. Oggi è sede universitaria.

## Architettura
Palazzo dall'architettura veramente singolare ed atipica, incompiuto sull'ala destra a partire dal secondo piano, presenta una facciata contraddistinta da bifore allungate a tutto sesto, elegantemente impilate. Il fronte si organizza su quattro livelli: il piano terra si apre con doppio portale da acqua archiacuto, mentre i due piani nobili sembrano rifiutare la tradizionale polifora, offrendo una soluzione veramente rara.